# GVS (azienda)

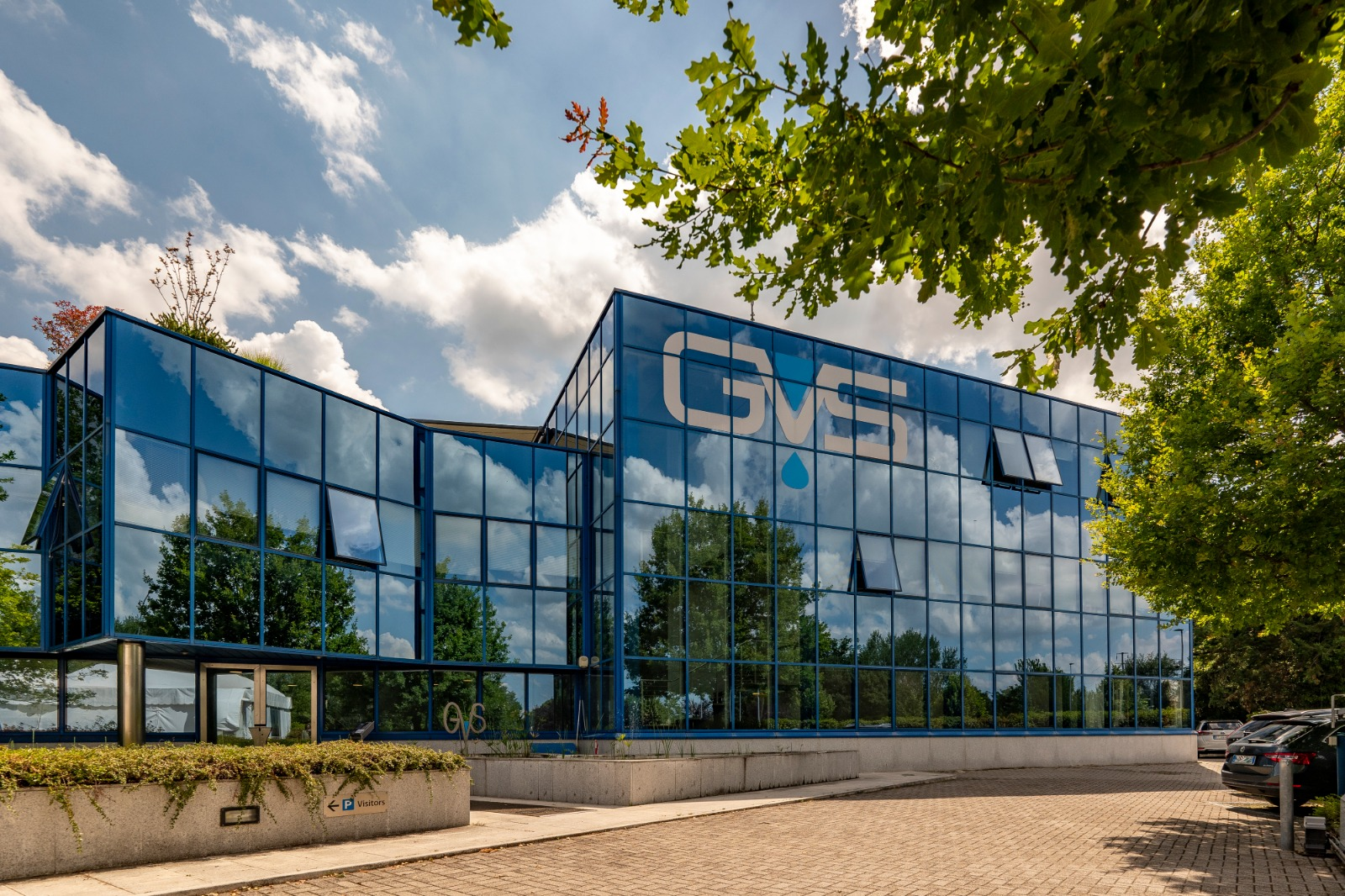
Sede GVS S.p.A., Zola Predosa

GVS S.p.A., è una società italiana con sede a Zola Predosa (Bologna), tra i maggiori produttori mondiali di soluzioni avanzate di filtrazione per il settore medicale, di laboratorio e automobilistico.
Dal giugno 2020 è quotata sul Mercato Telematico Azionario della Borsa di Milano dove è presente nell'indice FTSE Italia Mid Cap.

## Storia
Fondata nel 1979 da Grazia Valentini che si avvale dell'aiuto del padre Renato, progettista specializzato in stampi ad incastro. All'inizio produce filtri medicati per il trattamento del sangue, poi allarga il campo con la nascita nel 1983 della divisione Energy and Mobility e l'apertura di un secondo stabilimento.
Nel 2000 un fondo di private equity, B Group, entra nella società rilevando il 20% del capitale per supportare la crescita internazionale dell'azienda che, dopo il Brasile, a San Paolo, apre filiali o stabilimenti in Cina, Stati Uniti e Messico. In Italia apre uno stabilimento produttivo in provincia di Avellino. La quota di minoranza del fondo sarà poi ricomprata nel 2006 dalla proprietà familiare.
Nel 2002 Grazia Valentini lascia la guida dell'azienda ai due figli, Marco e Massimo Scagliarini.
Nel 2011 un altro fondo di private equity, Mandarin Capital Partner, rileva una quota minoritaria dell'azienda, circa il 18%, che diventa GVS Group con l'apertura di stabilimenti produttivi in Cina, Porto Rico, Spagna, Regno Unito. La quota del fondo sarà poi riacquistata nel 2015 dalla famiglia Scagliarini.
Nel 2017 la società bolognese rileva il principale concorrente negli Stati Uniti, il Gruppo Kuss, con sede in Ohio e specializzato nella produzione e commercializzazione di filtri per il settore automotive.
Alla fine di agosto 2021 l'azienda ha acquisito dalla famiglia Ivory per 194,4 milioni di dollari il gruppo USA Rpb, specializzato nella produzione di respiratori ad aria compressa e respiratori purificatori d'aria.
A maggio 2022 acquista le due sedi di Haemotronic situate in Messico e in Italia.

## Presenza internazionale
GVS ha 20 sedi in tutto il mondo e 14 stabilimenti di produzione situati in Italia, Regno Unito, Brasile, USA, Cina, Messico e Romania, e Porto Rico.

## Dati finanziari
Nel 2019 il fatturato consolidato ha toccato i 230,6 milioni di euro, l'Ebitda ha raggiunto i 62 milioni, l'utile netto è stato di 30,1 milioni. Nel 2020 il fatturato è aumentato del 59,8% a causa della pandemia arrivando a quota 369,3 milioni di euro mentre l'utile ha toccato i 78,06 milioni di euro.